# Tweede Kamerverkiezingen 1977/Kandidatenlijst/Europese Conservatieve Unie
Dit is de kandidatenlijst voor de Tweede Kamerverkiezingen 1977 van de Europese Conservatieve Unie. De partij deed mee in de kieskringen III (Arnhem), V (Rotterdam), VI ('s-Gravenhage) en VIII (Dordrecht).

## De lijst
1. Fred Bekker - 130 stemmen
2. F.B. Spaen - 9
3. C.A. 't Sas-Deumer - 4
4. R.C. Sangster - 9
5. J.J. Mostard - 4
6. W.J.K. Kicken - 15
7. D. Scheps - 5
8. J.F. van Huisstede - 3
9. W.M. van der Scheer - 2
10. W. Verbeeke - 2
11. J.L. Benjamins - 14

CDA · PvdA · VVD · PPR · CPN · D'66 · DS'70 · SGP · Boerenpartij · GPV · PSP · RKPN · DAC · Federatie Bejaardenpartijen Nederland · Partij van de Belastingbetalers · SP · NVU · Verbond tegen Ambtelijke Willekeur · Europese Conservatieve Unie · Lijst 18 (kieskring IX) · KENml · RPF · NMP · Lijst 22